# Abenobashi - Il quartiere commerciale di magia
Abenobashi - Il quartiere commerciale di magia (アベノ橋魔法☆商店街?, Abenobashi mahō shōtengai) è una serie televisiva anime di 13 episodi prodotta dallo studio Gainax e diretta da Hiroyuki Yamaga. Un adattamento manga in due volumi scritto da Satoru Akahori e disegnato da Ryusei Deguchi è stato serializzato sulla rivista Afternoon di Kōdansha dal 2001 al 2002.
In Italia l'anime è stato pubblicato in DVD da Shin Vision e trasmesso nel 2005 su MTV Italia, mentre i relativi adattamenti sono inediti.

## Trama
Sashi e Arumi sono due bambini che vivono ad Abenobashi, un vecchio quartiere commerciale di Ōsaka ormai in rovina, che viene a poco a poco acquistato dalle più grandi multinazionali per costruirvici nuovi ristoranti e condomini. Tuttavia, fra la gente circolano voci che quel quartiere sia magico. Infatti, nei quattro negozi dove risiedono le famiglie più vecchie sono situate, secondo i quattro punti cardinali, le statue delle quattro magiche divinità propiziatorie animali:
- a Nord, la tartaruga Genbu, situata sull'attività dei bagni pubblici Kanoyou, di proprietà della famiglia di Sashi;
- a Est, il drago Seiryuu, situato sul negozio di zoccoli di Tatsuya;
- a Sud, il pellicano Suzaku, situato sul ristorante "Grill Pelican" della famiglia di Arumi;
- a Ovest, il gatto Byakko, situato sul negozio toraya (dolci giapponesi) di Kinkamanju.

Il nonno di Arumi, chiamato "nonno Masa" da Sashi e "bimbo Masa" dagli altri abitanti del quartiere, si rifiuta di cedere il vecchio ristorante che gestisce, nonostante l'insistenza dei figli, ma i genitori di Arumi decidono ugualmente di trasferirsi dopo la fine dell'estate, così Arumi e Sashi, rattristati, sono costretti a lasciarsi. Mentre tenta di scacciare un gatto che si era acciambellato sulla statua del pellicano, il nonno di Arumi finisce per rompere l'impalcatura dov'è posizionata la statua, procurandosi così una frattura all'anca ma riuscendo tuttavia a salvarsi. Tutto ciò causerà delle conseguenze magiche. Sashi quella stessa notte vedrà infatti uno stormo di draghi blu volteggiare sotto la luna piena. Improvvisamente, Arumi e Sashi si ritroveranno in un universo parallelo, rappresentante una realtà alternativa del quartiere dove sono cresciuti e in cui abitano: Abenobashi. Nel tentativo di fare ritorno a casa vivranno numerose avventure il cui scopo sarà, almeno inizialmente, cercare un piccolo demone che, tramite un rito magico, è in grado di riportarli a casa. Durante questo rito magico, i due ragazzi si posizionano in un cerchio magico tracciato a terra precedentemente, per poi mettersi a contatto con la schiena e infine una formula magica.
Il funzionamento di questa magia, però, è legato alla volontà dei due ragazzi: solo se vorranno realmente tornare a casa, potranno farlo. Sashi, contrariamente ad Arumi, vuole continuare a divertirsi nei mondi paralleli di Abenobashi e per questo ritarderà continuamente il ritorno ad Osaka. In questi bizzarri mondi che riproducono in modi differente il quartiere Abenobashi fanno la comparsa, oltre alle persone conosciute, due nuovi personaggi: Yutas Amedo Saimei, un uomo con gli stessi capelli blu di Sashi, e che sembra avere alcuni tratti a lui somiglianti, ed una formosa ed esuberante ragazza, Mune-Mune, sempre alla ricerca continua e disperata di Yutas. La serie procede in questo modo fino agli ultimi episodi in cui finalmente si scopre perché Sashi non voglia fare ritorno a casa: un motivo serio e drammatico dato da una scelta altruista a dispetto di quanto un bambino della sua età potrebbe far credere.

## Terminologia
- Onmyouji: individui dotati di grandi poteri magici, che avevano la capacità di creare realtà parallele e spiriti elementali, citati anche nella storia antica per aver guidato ed aiutato uomini importanti.

## Personaggi

I protagonisti della serie

### Principali
Satoshi "Sashi" Imamiya (今宮 聖志?, Imamiya Satoshi)
Doppiato da Tomo Saeki (giapponese), Gabriele Patriarca (italiano)
Arumi Asahina (朝比奈 あるみ?, Asahina Arumi)
Doppiata da: Yuki Matsuoka (giapponese), Eva Padoan (italiano)

### Secondari
- MuneMune / Mune Imamiya - Doppiata da: Aya Hisakawa (ed. giapponese), Federica De Bortoli (ed. italiana)
- Masayuki Nonno Masa Asahina - Doppiato da: Takeshi Aono (ed. giapponese), Dario Penne (ed. italiana)
- Masayuki Bimbo Masa Asahina - Doppiato da: Katsuyuki Konishi (ed. giapponese), Riccardo Niseem Onorato (ed. italiana)
- Eutus/Abe no Seimei - Doppiato da: Rikiya Koyama (ed. giapponese), Massimo De Ambrosis (ed. italiana)
- Aki - Doppiata da: Kōji Ishii (ed. giapponese), Luca Dal Fabbro (ed. italiana)
- Sayaka Imamiya - Doppiata da: Akemi Okamura (ed. giapponese), Perla Liberatori (ed. italiana)
- Arata Shin Imamiya - Doppiato da: Naoki Tatsuta (ed. giapponese), Saverio Moriones (ed. italiana)
- Mitsuko Imamiya - Doppiata da: Kyoko Hikami (ed. giapponese), Giò Giò Rapattoni (ed. italiana)
- Toru Papan Asahina - Doppiato da: Keiji Fujiwara (ed. giapponese), Mauro Gravina (ed. italiana)
- Fumiko Asahina - Doppiata da: Mami Kingetsu (ed. giapponese), Roberta Pellini (ed. italiana)
- Kouhei - Doppiato da: Katsuyuki Konishi (ed. giapponese), Maurizio Reti (ed. italiana)
- Taro Imamiya - Doppiato da: Takeshi Watanabe (ed. giapponese), Sergio Tedesco (ed. italiana)
- Taro Hayashi (Taro Imamiya da giovane) - Doppiato da: Takahiro Yoshimi (ed. giapponese), Stefano Crescentini (ed. italiana)
- Demone - Doppiata da: Akemi Okamura (ed. giapponese), Letizia Scifoni (ed. italiana)
- Narratore - Doppiato da: Naoki Tatsuta (ed. giapponese), Carlo Valli (ed. italiana)
- Shiotan - Doppiata da: Mami Kingetsu (ed. giapponese), Letizia Ciampa (ed. italiana)
- Amiryun - Doppiata da: Yui Horie (ed. giapponese), Veronica Puccio (ed. italiana)

## Media

### Anime
La serie è stata annunciata tramite comunicato dallo studio Gainax nell'estate 2001 nell'ambito degli annunci estivi delle proprie future produzioni. Hiroyuki Yamaga ha diretto l'anime presso lo studio Madhouse, che ha curato le animazioni, Kenji Tsuruta si è occupato del character design e Satoru Akahori della sceneggiatura. La serie è stata trasmessa da Kids Station durante la stagione televisiva primaverile, dal 4 aprile al 27 giugno 2002. Il brano Treat or Goblins è stato utilizzato come sigla di apertura, mentre per quella di chiusura è stata utilizzata la canzone Anata no kokoro ni. Entrambe le sigle sono state interpretate da Megumi Hayashibara e pubblicate in unico CD singolo il 24 aprile 2002 da Starchild Records.
In Italia i diritti dell'anime sono stati acquistati da Shin Vision, che ha pubblicato la serie per il mercato home video in 4 DVD nel 2005. L'anime è stato trasmesso in prima visione in chiaro da MTV nel contenitore Anime Night dal 28 giugno al 20 settembre 2005 insieme a Cinderella Boy e Cowboy Bebop. I diritti della serie sono passati poi a Yamato Video e l'anime è stato poi trasmesso nel 2011 sul canale pay-per-view Man-ga.

#### Episodi
| Nº | Titolo italiano Giapponese 「Kanji」 - Rōmaji | In onda        | In onda           |
| Nº | Titolo italiano Giapponese 「Kanji」 - Rōmaji | Giapponese     | Italiano          |
| 1  | Meraviglia! Abenobashi – Il quartiere commerciale 「不思議!アベノ橋☆商店街」 - Fushigi! Abeno-bashi ☆ Shōtengai                                                    | 4 aprile 2002  | 28 giugno 2005    |
| 2  | Avventura! Abenobashi – Il quartiere commerciale di magia e spada 「冒険!アベノ橋☆剣と魔法商店街」 - Bōken! Abeno-bashi ☆ Ken to Mahō Shōtengai                    | 11 aprile 2002 | 5 luglio 2005     |
| 3  | Agganciamento! Abenobashi – Il quartiere commerciale intergalattico 「合体!アベノ橋☆大銀河商店街」 - Gattai! Abeno-bashi ☆ Daiginga Shōtengai                      | 18 aprile 2002 | 12 luglio 2005    |
| 4  | Brucia! Abenobashi – Il quartiere commerciale di Hong–Kong fighting 「燃えよ!アベノ橋☆香港格闘商店街」 - Moeyo! Abeno-bashi ☆ Honkon Kakutō Shōtengai              | 25 aprile 2002 | 19 luglio 2005    |
| 5  | Estinzione! Abenobashi – Il quartiere commerciale di antichi dinosauri 「絶滅!アベノ橋☆古代恐竜商店街」 - Zetsumetsu! Abeno-bashi ☆ Kodai Kyōryū Shōtengai         | 2 maggio 2002  | 26 luglio 2005    |
| 6  | Nella nebbia notturna! Abenobashi – Il quartiere commerciale Hard-Boiled 「夜霧の!アベノ橋☆ハードボイルド商店街」 - Yogiri no! Abeno-bashi ☆ Hādoboirudo Shōtengai | 9 maggio 2002  | 2 agosto 2005     |
| 7  | Reminiscenza! Quartiere Commerciale Abenobashi – La nascita 「回想!魔法商店街☆誕生」 - Kaisō! Mahō Shōtengai ☆ Tanjō                                               | 16 maggio 2002 | 9 agosto 2005     |
| 8  | Batticuore! Abenobashi – Il quartiere commerciale scolastico 「ときめけ!アベノ橋☆学園商店街」 - Tokimeke! Abeno-bashi ☆ Gakuen Shōtengai                           | 23 maggio 2002 | 16 agosto 2005    |
| 9  | Canto lamentoso! La capitale Heian dell'usignolo 「泣くよ!うぐいす☆平安京」 - Naku yo! Uguisu ☆ Heiankyō                                                           | 30 maggio 2002 | 23 agosto 2005    |
| 10 | Pucci Pucci? Abenobashi – Il quartiere commerciale fiabesco 「ぽわぽわ/アベノ橋☆メルヘン商店街」 - Powapowa ♡ Abeno-bashi ☆ Meruhen Shōtengai                      | 6 giugno 2002  | 30 agosto 2005    |
| 11 | Determinazione! Abenobashi – Il quartiere commerciale campo di battaglia 「決断!!アベノ橋☆戦場商店街」 - Ketsudan!! Abeno-bashi ☆ Senjō Shōtengai                  | 13 giugno 2002 | 6 settembre 2005  |
| 12 | Stracapovolgimento! Abenobashi - Il quartiere commerciale hollywoodiano 「大逆転!?アベノ橋☆ハリウッド商店街」 - Daigyakuten!? Abeno-bashi ☆ Hariuddo Shōtengai     | 20 giugno 2002 | 13 settembre 2005 |
| 13 | Risorgi! Onmyouji dell'illusione 「甦れ!まぼろしの陰陽師☆」 - Yomigaere! Maboroshi no Onmyōji ☆                                                                    | 27 giugno 2002 | 20 settembre 2005 |

## Citazioni di altre opere
La serie Abenobashi è disseminata di varie camei e citazioni di serie anime e film occidentali:
- Dragon Quest.
- Dragon Ball.
- Ranma 1/2.
- Kenshiro.
- Gundam.
- Capitan Harlock.
- Ultraman.
- Sailor Moon.
- Tekken.
- Il Padrino.
- Inferno di Cristallo.
- Robocop.
- Terminaitor.
- La Cosa.
- Shining.
- Halloween.
- Lo Squalo.
- Tornado.
- Ritorno al Futuro.
- Rambo.
- Tarzan.
- Evangelion.
- Power Rangers.
- Indiana Jones.
- Radio Killer.
- Elvis.
- Fuga da New York.
- Titanic.
- Odissea nello Spazio.
- Doraemon.
- Kenshiro.
- Kill Bill.
- Duel

### Manga
Il manga fu creato dopo l'anime e presenta i medesimi personaggi principali così come le fasi più importanti della storia, che tuttavia ha subito dei cambiamenti per adattarsi meglio alla breve durata della versione cartacea. Furono aggiunti alcuni nuovi personaggi con le relative sottotrame, uno di questi è Ochi, una giovane padrona di casa che ha un gran legame con Sashi e che ha ricevuto incarnazioni multiple nel corso dei vari mondi. Inoltre i sentimenti che prova Sashi per Arumi sono molto più definiti ed ambigui rispetto alla controparte animata

#### Volumi
| Nº | Data di prima pubblicazione | Data di prima pubblicazione | Data di prima pubblicazione |
| Nº | Giapponese                  | Giapponese                  |                             |
| -- | --------------------------- | --------------------------- | --------------------------- |
| 1  | 19 marzo 2002               | ISBN 978-4-06-349086-2      |                             |
| 2  | 19 luglio 2002              | ISBN 978-4-06-349103-6      |                             |